# Юнкер, Герман
Герман Юнкер (нем. Hermann Junker, 29 ноября 1877, Бендорф — 9 января 1962, Вена) — немецкий египтолог.

## Биография
Профессор Венского университета (с 1909). В 1910—1912 годах руководил раскопками в Северной Нубии, в 1912—29 (с перерывом) — в Гизе. В 1929—38 директор Каирского отделения Немецкого археологического института и профессор Каирского университета.
Член Австрийской (1919), Прусской (1922), Баварской (1932), Саксонской (1957) и других академий наук.

## Сочинения
- Pyramidenzeit. Das Wesen der altägyptischen Religion, Einsiedein, 1949;
- Giza, Bd 1-12, W. — Lpz., 1929-55.